# Еббі Далтон
Марлен Весден, відома як Еббі Далтон (англ. Abby Dalton, 15 серпня 1935 — 23 листопада 2020) — американська акторка, відома ролями на телебаченні.

## Життєпис та кар'єра
Народилася 1935 року в Лас-Вегасі, штат Невада (США). Взявши псевдонім Еббі Далтон, дебютувала на великому екрані в 1957 році, з головної ролі у фільмі «Рок всю ніч», та в наступні десятиліття активно з'являлася на телевізійних екранах. Вона була запрошеною зіркою у багатьох вестернах, включаючи « Меверік». Надалі з'являлася у ситкомах «Три мої сини», «Няня і професор» та «Кохання по-американськи».
Далтон здобула найбільшу популярність за головними жіночими ролями в класичних ситкомах «Хеннесі» (CBS, 1959—1962), яка принесла їй номінацію на премію «Еммі», і за «Шоу Джої Бішопа» (NBC, 1952—19). У 1974 році отримала роль дружини в ситкомі ABC «Барні Міллер», але була звільнена та замінена Барбарою Беррі після пілотного епізоду.
З 1981 по 1986 рік Далтон знімалася в прайм-тайм мильній опері CBS «Фелкон Хрест», граючи старшу доньку персонажа Джейн Вайман. Після цього серіалу була запрошеною зіркою у "Вона написала вбивство " та « Готелі».
Далтон була одружена двічі, народила трьох дітей від першого шлюбу. Її донька, акторка Кетлін Кінмонт, була одружена з Лоренцо Ламасом, сином Далтон у «Фелкон Хрест».

## Вибрана фільмографія
| Рік       |   | Українська назва                                                           | Оригінальна назва           | Роль                           |
| --------- | - | -------------------------------------------------------------------------- | --------------------------- | ------------------------------ |
| 1957      | ф | Сага про жінок-вікінгів та про їхню подорож до вод Великого морського змія |                             |                                |
| 1957      | ф | Рок всю ніч                                                                | Rock All Night              | Джулі                          |
| 1958      | ф | Розпусні дівки                                                             | Girls on the Loose          | Агнес Кларк                    |
| 1958      | ф | Засідка на вулиці наркоти                                                  | Stakeout on Dope Street     | Кеті                           |
| 1958      | с | Є зброя - будуть подорожі                                                  | Have Gun - Will Travel      | Мег Веллман                    |
| 1959      | с | Меверік                                                                    | Mavericke                   | Керрі Крістіансон              |
| 1959      | с | Майк Хаммер                                                                | Mike Hammer                 | Стейсі Лі                      |
| 1959—1962 | с | Хеннесі                                                                    | Hennesey                    | лейтенантка Марта Гейл         |
| 1966      | ф | Житель рівнин                                                              | The Plainsman               | Бідова Джейн                   |
| 1976      | с | Волтони                                                                    | The Waltons                 | Стелла Льюїс                   |
| 1981—1986 | с | Фелкон Хрест                                                               | Falcon Crest                | Джулія Камсон                  |
| 1983—1984 | с | Човна кохання                                                              | The Love Boat               | Березня Паркер / Еллен Бейкер  |
| 1983—1987 | с | Готель                                                                     | Hotel                       | Лора Карпентер / Гелен Скофілд |
| 1986      | с | Вона написала вбивство                                                     | Murder, She Wrote           | Джудіт Кітс                    |
| 1994      | ф | Кіборг-мисливець                                                           | Cyber Tracker               | шеф Олсон                      |
| 1998      | ф | Бак та чарівний браслет                                                    | Buck and the Magic Bracelet | Ма Далтон                      |
| 2008      | ф | Пранк                                                                      | Prank                       | Місіс Суїні                    |